# Massaker von Baćin
Das Massaker von Baćin war ein Kriegsverbrechen während des Kroatienkrieges, das am 21. Oktober 1991 von Freischärlern der Krajina-Serben bei der Ortschaft Baćin nahe Hrvatska Dubica in Zentralkroatien verübt wurde.

## Vorgeschichte
Im September 1991 waren aufgrund serbischer Angriffe die meisten Zivilisten aus Dubica geflohen. Die serbischen Truppen standen unter dem Befehl des später als Kriegsverbrecher verurteilten Milan Martić und wurden von Truppen der Jugoslawischen Volksarmee unterstützt. Am 7. Oktober 1991 eroberten sie die Umgebung von Hrvatska Kostajnica.
Etwa 120 kroatische Zivilisten blieben in den Dörfern um Hrvatska Dubica, Cerovljani und Baćin.

## Massaker
Am Morgen des 20. Oktober 1991 nahmen serbische Truppen 53 Zivilisten in Dubica fest. Laut der Anklageschrift gegen Milan Babić nahmen die Paramilitärs am Folgetag weitere 43 Menschen nahe Baćin gefangen. Zuletzt wurden weitere 13 Nicht-Serben nahe Baćin und Cerovljani gefangen genommen. Alle 56 Zivilisten wurden bei der Siedlung Krečane zwischen Baćin und Dubica erschossen. Das Massengrab an der Una wurde im Jahr 1997 entdeckt und 37 Opfer identifiziert. Die meisten der Opfer waren zwischen 60 und 90 Jahre alt.
Etwa zur selben Zeit ermordeten krajina-serbische Paramilitärs weitere 30 Zivilisten aus Baćin und 24 aus Dubica und Cerovljani an noch nicht bekannten Orten.
Insgesamt wurden 110 Menschen ermordet.
Die Vorgänge wurden von Zeugen während des ICTY-Gerichtsverfahrens gegen Slobodan Milošević beschrieben.